# بتل، شهرستان کومانچی، اکلاهما
بتل (به انگلیسی: Bethel) یک منطقهٔ مسکونی در ایالات متحده آمریکا است که در شهرستان کومانچی، اکلاهما واقع شده‌است. بتل ۳۴۴ متر بالاتر از سطح دریا واقع شده‌است.